# Hawraman
Hawraman (kurdski: هه‌ورامان, Hewraman ili Horaman; perzijski: اورامان, Ōrāmān ili Owrāmān), također Avroman ili Uramanat, je planinski krajolik koji svjedoči o tradicionalnoj kulturi naroda Hawrami (srodnima iračkom narodu Gurani), agropastoralnog kurdskog plemena koje je naselilo regiju otprilike 3000. godine pr. Kr. Nalazi se u srcu planine Zagros u iranskim pokrajinama Kurdistan i Kermanšah uz zapadnu granicu Irana i i guvernatu Halabdža u Iračkom Kurdistanu.
Naziv Hawraman potječe od riječi howr, što je u zoroastrizmu naziv za glavno božanstvo, Ahura Mazda, tj. „sunce”; dok je man riječ za „dom” ili „mjesto”. Stoga bi Hawraman značilo „Dom sunca”.
Dana 27. srpnja 2021. „Kulturni krajolik Hawramana/Uramanata” je upisan na UNESCO-v popis mjesta svjetske baštine u Aziji, uključujući 12 sela u planinskim pokrajinama Kermanšah i Kurdistan.

## Zemljopis i priroda
Regija Hawraman u iračko-iranskom pograničnom području sastoji se od planinske zemlje između trokuta Halabja-Marivan-Pave. Proteže se 50 km od Marivana u smjeru jugoistoka i dom je nekoliko planina visokih preko 2-000 metara. Najviši vrh je Kūh-e Taḵt sa 2.985 metara visine. 
Hawraman ima mnogo izvora i rijeka koje većinom teku ise  ulijevaju u rijeku Sirvan (pritoku Tigrisa). Najslavniji izvor je Bil (Kani Bil) koji ima protok od oko 3.000-4.000 litara u sekundi, a rijeka od izvora do njezina ušća u Sirvan je jedna od najkraćih rijeka na svijetu s ukupnom dužinom od 15 metara.
Izgradnja Darian brane na rijeci Sirvan između 2009. i 2015. godine započela je arheološki program spašavanja koji je doveo do otkrivanja mnogih arheoloških nalazišta prije plavljenja akumulacije.
Hawraman je dom raznih životinja, kao što su: perzijski leopard (Panthera pardus tulliana), smeđi medvjed (Ursus arctos), muflon (Ovis orientalis orientalis), vuk (Canis lupus) i divlja koza (Capra aegrarus) koji se mogu naći širom regije. „Zaštićeno područje Buzin i Markhil” (kurdski: بوزین و مارخێڵ) nalazi se jugozapadno od Hawramana u okruzima Pave i Džavanrud u pokrajini Kermanšah. 

## Povijest
Najraniji arheološki dokazi pokazuju da je ovo područje bilo naseljeno ljudima još od srednjeg paleolitika. Ove dokaze otkrili su arheolozi u blizini sela Hadžij i između sela Naw i Asparez u dolini Sirvan. Dokazi o naseljavanju iz kasnog paleolitika otkriveni u pećinskom mjestu zvanom Kenacheh u dolini Perdi Mala. Ovi arheološki nalazi otkriveni su tijekom akcije „Spašavanja od brane Darian” (2009.-2015.) koje je provela nekoliko arheoloških istraživanja i iskopavanja na području rezervoara koji su doveli do otkrića brojnih važnih paleolitskih i kasnijih nalazišta. Glavna iskopana mjesta bila su Dārāi (srednji paleolitik), špilja Kenācheh (kasni paleolitik), grobnica Ruwār (željezno doba), Sar Cham (brončano i željezno doba) i Barda Mār (19. stoljeće).
„Natpis Sargona II.” na prijevoju Tangivar ukazuje na to da su regiju okupirali Asirci pod Sargonom II. tijekom njegovih vojnih pohoda na Zagros (709.-710. pr. Kr.).
Nakon što su ih porazili Perzijanci, povijesni stanovnici gorja Zagros, Medijci, postaju druga satrapija Ahemenidskog Carstva.
„Avromanski pergamenti”, skup od tri dokumenta iz Seleukidskog i Partskog doba, pronađeni su u regiji 1909. godine. Otkriveni su u pećini na planini Kuh-e Salan, u blizini sela Šar Horaman, a dokumentiraju prodaju vinograda i drugog zemljišta od 88./87. pr. Kr. do 33. godine poslije Krista; dva su napisana na grčkom, a jedan na partskom.
Polovicom 11. stoljeća pleme Bani-Ardalan sa zapada ostvaruje premoć na ovom području. Ardalanska dinastija je značajno proširila svoju vlast na ovom području od 1168.-1616. god., uglavnom kontrolom putova u ovim teško prohodnim planinama. Zuhabskim mirom iz 1639. god. safavidski zapadni Kurdistan je pripao Osmanskom Carstvu i danas ovaj dio Hawramana pripada Iračkom Kurdistanu. Tijekom Kadžarskog Carstva i dinastije Pahlavi Ardalanska vlast na području je oslabila i zamijenjena je lokalnim guvernerom koji je nakon nekoliko poraza priznao centralnu vlast Teherana.

## Kultura
Doline Hawramana uglavnom naseljavaju Goranski i Džaf Kurdi. Govorni jezici su hawrami, gurani jezik i sorani, a prisutan je i zoroastrizam i mnoge muslimanske sekte. Hawraman se smatra središtem goranske kulture i sjecištem heterodoksnog i ortodoksnog islama u Kurdistanu. I nakšibendijski tarikat i jarsanizam (Ahl-e Haqq), koji se u islamu uglavnom smatraju heretičkima, duboko su ukorijenjeni u Hawramanu.
Dana 27. srpnja 2021. „Kulturni krajolik Hawramana/Uramanata” je upisan na UNESCO-v popis mjesta svjetske baštine u Aziji, uključujući 12 sela u dva područja od 106.307 ha: Centralno-istočna dolina (Zhaverud i Takht, u Kurdistanskoj pokrajini) i Zapadna dolina (Lahun, u Kermanšaškoj pokrajini). Ova sela u planinskim pokrajinama Kermanšah i Kurdistan su jedinstvena po arhitekturi, načinu života i poljoprivrednoj metodologiji i integrirana su s prirodom uključivanjem poljoprivrede na strmim padinama. 12 sela uključenih u posjed ilustriraju evoluirajuće reakcije ljudi Hawrami na oskudicu produktivne zemlje u njihovom planinskom okruženju kroz tisućljeća. O njihovoj neprekidnoj prisutnosti u ovom krajoliku, koji također karakterizira iznimna bioraznolikost i endemizam, svjedoče kameno oruđe, špilje i stijene, humci, ostaci stalnih i privremenih naselja, te radionice, groblja, ceste, sela, dvorci i dr.
Hawraman je zemlja izvanredno bogata usmenom književnošću i festivalskim običajima, ali ponajvišew brojnim vjerskim, poljoprivrednim i povijesnim ritualima i ceremonijama koje se održavaju tijekom godine, kao što su Pir Šalijar, Novruz i dr.
Hawrami glazba se sastoji od nekih od najstarijih sačuvanih melodija i njezini intervali su među najstarijim koje su koristila ljudska bića. Metar Hawrami pjesama je također vrlo star i njihov deseterosložni metar pjesama koje se čitaju tijekom glazbe može se povezati s metrima pahlavi stihova (partski i sasanidski). Siachamana (hewrami za „tamne oči”) je takav stil pjevanja koji se izvodi bez upotrebe instrumenata, s izuzetkom povremene upotrebe kurdskog ručnog bubnja ili defa (tamburin). Danas se stil Siya Cheman uglavnom koristi za pripovijedanje i zabavu.
Tadicionalna odjeća za žene uključuje prsluk ili jaknu dugih rukava ili dugi kaput koji se nosi preko haljine. Ispod haljine nosi se donja haljina i napuhane hlače. Žene su tradicionalno nosile kurdske šešire ukrašene dragim kamenjem u boji, perlama i komadima zlata. Obično mlađe žene i mlade djevojke nose haljine jarkih boja ukrašene brojnim perlama i šljokicama, a starije žene tamnije boje i bijele pokrivače. Hawrami muškarci uglavnom nose košulju, prsluk s otvorenim vratom i široke hlače postavljene na gležnjevima. Pamučna traka dužine 3–4 m presavije se na pola po dužini i čvrsto se omota oko trupa na struku. Muškarci su također nosili tradicionalne smeđe jakne od filca sa šiljastim ramenima poznate kao kolabal.
- Tipični krajolik Hawramana.
- Hawrami djevojčica u tradicionalnoj odjeći.
- Kurdski ples u Hawramanu, Kurdistan.
- Kurdska djevojačka odjeća.
- Skupina muškaraca u tradicionalnoj odjeći.
- Proslava Novruza (Nove godine) u selu Palangan, Hawraman, Kurdistan.